# Edward Albee
Edward Franklin Albee (født 12. marts 1928 i Washington, D.C. eller i Virginia, død 16. september 2016) er en amerikansk dramatiker, som bl.a. har skrevet skuespillene The Zoo Story (1958), The Sandbox (1959), Who's Afraid of Virginia Woolf? (Hvem er bange for Virginia Woolf?) (1962) og Breakfast at Tiffany's (1966). Hans værker er velskrevne, skarpe analyser af det moderne liv. 

## Biografi
Han blev adopteret to uger efter fødslen af et par i Westchester County i New York. Adoptivfaren Reed A. Albee var ejer af et par teatre, og det skabte Edwards teaterinteresse. 
Efter skolen og militærakademi forsøgte Edward Albee sig uden større succes som lyriker og romanforfatter. Fra 1959 skrev han i stedet teaterstykker. Én-akteren The Zoo Story fra 1959 var påvirket af det absurde teater og blev uropført i Berlin. Han fik hurtigt plads i amerikansk teaters avantgarde. Hans største succes er Broadwayproduktionen Who's afraid of Virginia Woolf?, 1962 (Hvem er bange for Virginia Woolf?, 1964), hvor han med satire og humor blotlægger et ægteskab bygget på illusioner. Skuespillet blev i 1966 filmatiseret som samme navn med Elizabeth Taylor og Richard Burton i hovedrollerne.

## Skuespil
- The Zoo Story (1958)
- The Death of Bessie Smith (1959)
- The Sandbox (1959)
- Fam and Yam (1959)
- The American Dream (1960)
- Who's Afraid of Virginia Woolf? (1962)
- The Ballad of the Sad Cafe (1963)
- Tiny Alice (1964)
- Malcolm (1965)
- A Delicate Balance (1966)
- Breakfast at Tiffany's (1966) (musical) (baseret på Truman Capotes roman af samme navn)
- Everything in the Garden (1967)
- Box (1968)
- All Over (1971)
- Seascape (1974)
- Listening (1975)
- Counting the Ways (1976)
- The Lady From Dubuque (1977-79)
- Lolita (1981) (baseret på romanen Lolita af Vladimir Nabokov)
- The Man Who Had Three Arms (1981)
- Finding the Sun (1982)
- Marriage Play (1986-87)
- Three Tall Women (1990-91)
- The Lorca Play (1992)
- Fragments (1993)
- The Play About the Baby (1996)
- The Goat or Who is Sylvia? (2000)
- Occupant (2001)
- Knock! Knock! Who's There!? (2003)
- At Home at the Zoo (2004)
- Me Myself & I (2007)

## Øvrigt forfatterskab
- Stretching My Mind (Essays 1960-2005) (Avalon Publishing, 2005)

## Priser
- Pulitzerprisen 1967 for A Delicate Balance
- Pulitzerprisen 1975 for Seascape
- Pulitzerprisen 1994 for Three tall women

Who's Afraid of Virginia Woolf? blev indstillet til Pulitzerprisen, men komiteen nægtede at uddele prisen til stykket, hvorfor der ikke blev uddelt en Pulitzerpris det år.